# Czesława Kościańska
Czesława Helena Kościańska-Szczepińska (ur. 22 maja 1959 w Tczewie) – polska wioślarka, srebrna medalistka olimpijska i dwukrotna medalistka mistrzostw świata.
Była zawodniczką Unii z rodzinnego miasta oraz Gedanii Gdańsk. Wielokrotnie była mistrzynią Polski w różnych osadach. 
Wystąpiła na igrzyskach olimpijskich w Moskwie w 1980, gdzie wspólnie z Małgorzatą Dłużewską zdobyła srebrny medal w dwójkach bez sternika. W finale o 0,46 sekundy przegrały z osadą NRD, a o 1,44 sekundy wyprzedziły osadę Bułgarii. Brała też udział w igrzyskach olimpijskich w Seulu w 1988, zajmując ósme miejsce w czwórkach ze sternikiem.
Razem z Kościańską w tej samej konkurencji zdobyła też srebro na mistrzostwach świata w Lucernie (1982) i brąz na mistrzostwach świata w Bledzie (1979).
Karierę zakończyła w 1989.
W 2021 roku Rada Miejska w Tczewie nadała Czesławie Kościańskiej tytuł Honorowego Obywatela Miasta Tczewa.